# Bechir Hadidane
Bechir Hadidane, né le 18 août 1984 à Nabeul, est un basketteur tunisien actif de 2003 à 2023. Il est le frère de Mohamed Hadidane.

## Carrière
Il évolue longtemps au sein de son club formateur, le Stade nabeulien. Après quatre saisons, il quitte le Club africain à l'été 2017 pour rejoindre l'Union sportive monastirienne. À l'été 2018, il rejoint son club d'origine, le Stade nabeulien. Le 9 juillet 2019, il signe un contrat de deux ans avec le Club africain.

## Clubs
- 2003-2011 : Stade nabeulien
- 2011-2012 : Étoile sportive du Sahel
- 2012 : Club africain[2]
- 2012-2013 : Stade nabeulien
- 2013-2017 : Club africain
- 2017-2018 : Union sportive monastirienne
- 2018-2019 : Stade nabeulien
- 2019-2021 : Club africain
- 2021-2022 : Stade nabeulien
- 2022-2023 : Ezzahra Sports

## Palmarès

### Clubs
- Champion de Tunisie : 2006, 2008, 2010, 2014, 2015, 2016
- Coupe de Tunisie : 2004, 2007, 2008, 2009, 2010, 2014, 2015
- Super Coupe de Tunisie : 2014
- Médaille de bronze à la coupe d’Afrique des clubs champions 2014 ( Tunisie)
- Médaille de bronze à la coupe d’Afrique des clubs champions 2017 ( Tunisie)

### Sélection nationale
- Championnat d'Afrique : 2017